# María Luisa Calle
María Luisa Calle (n. 3 octombrie 1968, Medellín, Columbia) este o ciclistă columbiană, medaliată olimpică. A participat la 4 ediții ale Jocurilor Olimpice (2000, 2004, 2008, 2012) în care a câștigat o medalie de bronz.